# Chevrolet Astra
El Chevrolet Astra es un automóvil de turismo del segmento C, fabricado en Brasil por la firma estadounidense General Motors, para la marca Chevrolet. El coche no era otra cosa más que la reproducción del modelo alemán Opel Astra, pero a diferencia de este, presentado solamente en dos generaciones.
La primera generación del Chevrolet Astra, fue presentada en 1994, como reemplazante del modelo Chevrolet Kadett, a la vez de ser presentada como complemento del modelo Chevrolet Vectra que había sido presentado un año antes. Este coche, fue presentado únicamente en versiones hatchback de cinco puertas y familiar, con los cuales GMB dio reemplazo a los modelos Kadett y su rural Ipanema.
A esta generación, le sucedió la segunda que fue presentada en 1998 que inicialmente fue presentada en su versión coupé hatchback, para luego más tarde ser agregadas sus versiones sedán 4 puertas y hatchback 5 puertas. Esta versión del Astra fue la más exitosa, dado que fue la versión más exportada por General Motors do Brasil a los países del Mercosur, posicionándose además como buque insignia de la marca. Al mismo tiempo, fue muy empleada en el deporte motor, con sus incursiones en las categorías sudamericanas TC 2000 y Turismo Nacional de Argentina y Stock Car V8 del Brasil.
En 2007 se pretendió dar reemplazo a la segunda generación del Astra con el lanzamiento del Chevrolet Vectra GT, versión derivada del hatchback alemán Opel Astra. Sin embargo, la baja aceptación obtenida por este modelo permitió que el Chevrolet Astra siga en producción, incluso aún después de darse por finalizada la producción de la línea Vectra en junio de 2011. Finalmente,  la producción de este vehículo finalizó en 2011, tras la presentación del modelo global Chevrolet Cruze y del lanzamiento del modelo regional  Chevrolet Cobalt.

## Primera Generación (1994 - 1996)
La primera generación del Chevrolet Astra fue presentada en 1994, como reemplazante de la línea Kadett, la cual incluía al citado modelo y a las versiones convertible y GSI (deportiva) como así también a la rural Ipanema. La particularidad de este modelo, fue que no era ensamblado 100% en el Brasil, ya que era fabricado parcialmente en Bélgica, para ser exportado a Brasil sin motor, donde la GMB se encargaba de fabricar el mismo. 
La aparición del Astra, se sucedió en un momento en el que el mercado brasileño habilitó la apertura a las importaciones, siendo presentados modelos altamente competitivos como el alemán Volkswagen Golf y el italiano Fiat Tipo. Ante esta situación, Chevrolet recurrió casi a modo de emergencia a la importación de este coche, para dar reemplazo al modelo Chevrolet Kadett, que se encontraba en línea de producción desde 1989. Esta operación se vio facilitada gracias a la abrupta reducción del Impuesto a la Importación, del 35% al 20%, ya que con la misma la producción de un nuevo modelo resultaba más costosa que su importación. Para la presentación del coche, desde GMB se decidió la importación de las versiones hatchback de 5 puertas y familiar, descartando el sedán de 4 puertas, debido a la aparición del Chevrolet Vectra I un año antes. Sin embargo, desde Europa se pretendía exportar el vehículo con la mecánica original de Opel, la cual no era considerada por Chevrolet Brasil como ideal para este coche. Fue por eso que GMB presentó para "su" Astra el motor 2.0 litros de 8 válvulas y 116 CV de potencia que ya venía implementando en el retirado Kadett. Finalmente, GMB llegaría a un acuerdo con su par de Opel por el cual fabricaría los motores del nuevo Chevrolet Astra, pero los exportaría a Bélgica, donde los esperaría el carrozado listo para ser motorizado, para luego ser importado nuevamente a Brasil, dentro del vehículo.
Gracias a estas operaciones, las ventas del Astra en Brasil fueron muy buenas y también se inició la exportación a los demás países del Mercosur. En Argentina, el vehículo llegó en cantidades muy limitadas, ya que este país importaba directamente de Alemania al Opel Astra. Hasta que finalmente, una abrupta suba del Impuesto de Importación al 70% hizo mella en los planes de GMB, encareciendo nuevamente las importaciones y tornando imposible continuar con la semi-importación del vehículo. Por esta causa, en 1996, General Motors de Brasil dio por finalizada la comercialización del Chevrolet Astra. Sin embargo, a pesar de esta decisión, ya se habían iniciado los estudios de factibilidad para la producción de un nuevo vehículo que ocupe su lugar. La misma, se terminaría concretando dos años después en 1998.

## Segunda generación (1998 - 2011)
La segunda generación del Chevrolet Astra fue presentada en septiembre del año 1998. El escenario de estreno del nuevo modelo, mostraba nuevos competidores, entre los que se destacaban nuevas versiones del Ford Escort, el nuevo Volkswagen Golf (que más tarde también sería nacionalizado), el Renault Mégane (importado de Argentina) y los nuevos Honda Civic y Toyota Corolla de producción nacional.
Para su presentación, desde GMB se apostó por la misma estrategia que con el Kadett, presentando la versión coupé hatchback de tres puertas equipada con motores 1.8 de 110 CV en la versión GL y 2.0 de 116 CV en la GLS. Esta estrategia fue muy cuestionada, dado que en esa época, el gusto del consumidor brasileño por los autos de cuatro o cinco puertas ya se había asentado, además de ser una propuesta bastante incompleta por parte de la terminal, teniendo en cuenta las ofertas variadas que presentaba la competencia. Este "error" sería subsanado un año después con la aparición de la versión sedán de cuatro puertas.
Comparado con su antecesor, este Astra traía diferentes ventajas que lo hacían más requerible, como ser mayor espacio interno, estructura más rígida, suspensión delantera con bastidor, timón regulable en altura, airbags para conductor y acompañante y el novedoso sistema de seguridad de pedales desprendibles en caso de colisión. Fue el primer coche nacional con luces traseras translúcidas, dirección con asistencia electrohidráulica y faros eléctricos regulables en altura. Además del sedan cuatro puertas, los usuarios reclamaban una versión más potente, ya que el Kadett GSi generaba 121 CV de potencia con su motor de 2.0 litros y poseía un menor peso. Atendiendo a ambas demandas, en febrero de 1999, General Motors presentaba al que sería su superventas de la región, estrenando el Astra sedan de cuatro puertas y con motor de 2.0 litros y 16 válvulas. Este motor, también fue emplazado dentro de la coupé. El nuevo Astra traía ventajas como ser una ampliación en el espacio de carga (con la implementación de un baúl de 432 litros), facilidad en el acceso a las plazas traseras y una potencia de 136 CV, superior a lo erogado por el Kadett GSi. 
En el caso del hatchback, con su nuevo motor de 136 CV, superaba por amplio margen a su antecesor el Kadett GSi, sin embargo estéticamente no parecía decir lo mismo. Fue entonces que en 2000 y atendiendo la demanda, principalmente del público joven, General Motors de Brasil presentó la versión Astra Sport, la cual si bien reunía todas las condiciones estéticas de una coupé deportiva, debajo de su capó dejaba muchas dudas, ya que poseía la misma motorización de la versión estándar.